# Bell Point
Bell Point är en udde i Antarktis. Den ligger i Sydshetlandsöarna. Argentina, Chile och Storbritannien gör anspråk på området.
Terrängen inåt land är kuperad åt sydost, men västerut är den platt. Havet är nära Bell Point åt nordväst. Trakten är glest befolkad. Närmaste befolkade plats är Escuderobasen, 11,2 kilometer sydväst om Bell Point. 